# Дубовиця (Дубенський район)
Дубо́виця — село в Україні у Вербській сільській громаді Дубенського району Рівненської області. Населення становить 14 осіб.

## Географія
Село розташоване на правому березі річки Пляшівки.

## Історія
У 1906 році село Вербівської волості Дубенського повіту Волинської губернії. Відстань від повітового міста 26 верст, від волості 8. Дворів 7, мешканців 36.
7 (20) листопада 1917 року, відповідно до Третього Універсалу Української Центральної Ради, увійшло до складу Української Народної Республіки.
Взяте на облік Рішенням обласної ради від 16 грудня 1986 року.
12 червня 2020 року, відповідно до розпорядження Кабінету Міністрів України № 722-р від «Про визначення адміністративних центрів та затвердження територій територіальних громад Рівненської області», увійшло до складу Вербської сільської громади.
19 липня 2020 року, в результаті адміністративно-територіальної реформи та ліквідації  Дубенського (1939—2020) району, село увійшло до складу новоутвореного Дубенського району.